# Título Honorífico de Valor
O Título Honorífico de Valor (em chinês:  功績獎狀) é uma condecoração macaense estabelecida em 2001 e atribuída pelo governo do território, em reconhecimento aos indivíduos que contribuíram significativamente para a Região Administrativa Especial de Macau da República Popular da China.

## Lista de galardoados
| Ano | Galardoados |
| --- | --- |
| 2001 | |
| Ung Vai Meng | |
| Rui Paulo da Silva Martins | |
| Han Ging | |
| André Couto | |
| 2002 | |
| Lei Chon (Joe Lei) | |
| Cheung Pui Si | |
| Wong Pak Cheong | |
| Kwan Man Fei | |
| Sou Wai Leong (Pedro Sou) | |
| Associação dos Proprietários de Restaurantes de Macau                                                                            | |
| 2003 | |
| Sin Kuan Mui | |
| Leong I Mei | |
| Leong Lai Sze Racy | |
| Chan Sin Leng | |
| Mak Seng Hin | |
| Hon Peng Wa | |
| Lio Kuok Man | |
| Lio Kuok Wai | |
| Pun Chi Fai | |
| Che Weng Io | |
| Special Olympics Macau | |
| 2004 | |
| João António da Silva Madeira da Fonseca                                                                                         | |
| Rodolfo Ávila | |
| Lei Nga Weng | |
| Vítor Hugo dos Santos Marreiros                                                                                                  | |
| Leong Ka Weng | |
| Hoi Kin Wa | |
| Chan Fai Young | |
| Huang Qing Yi | |
| 2005 | |
| Wong Wing Cheung Victor | |
| Qin Zhijian | |
| Au Wai Hong | |
| Cheong Chi Un | |
| Chan Chi Chon | |
| Mak Pui In | |
| Vong Heong Lon | |
| Yang Houqin | |
| Jia Rui | |
| Paula Cristina Pereira Carion | |
| Chong Ka Lap | |
| Kuan Sok Mui | |
| Equipa feminina de Macau da competição dos barcos-dragão na categoria da pequena embarcação, nos Jogos da Ásia Oriental de 2005  | |
| Equipa masculina de Macau da competição dos barcos-dragão na categoria da pequena embarcação, nos Jogos da Ásia Oriental de 2005 | |
| Seleção Macaense de Hóquei em Patins Masculino no Campeonato Asiático de Hóquei em Patins de 2005                                | |
| 2006 | |
| Chu Chi Wai | |
| Ho Si Hang | |
| Lei Nam | |
| Lei Hong Chan | |
| Pun Lai Fan | |
| Associação dos Amigos da Caridade de Macau                                                                                       | |
| 2007 | |
| Wong Hang Cheong | |
| Xi Chengqing | |
| Ieong Hou Un | |
| Cheang Chi Wai | |
| Seleção de Dança do Leão do Sul dos Jogos Asiáticos em Recinto Coberto de 2007                                                   | |
| Associação de Apoio aos Deficientes Mentais de Macau                                                                             | |
| Banda Musical de Marcha da Escola Hou Kong                                                                                       | |
| 2008 | |
| Lei On Kei | |
| Ng Wai Hou | |
| Au Kuan Cheong | |
| Leong Ka Chon | |
| Chan Io Tong | |
| Paulo Duarte Gomes de Senna Fernandes                                                                                            | |
| Kuan Sok In | |
| Associação dos Familiares Encarregados dos Deficientes Mentais de Macau                                                          | |
| Agências de Viagens de Macau | |
| Agências de Turismo de Macau | |
| Associação de Indústria Turística de Macau                                                                                       | |
| 2009 | |
| Wang Junnam | |
| Ng João Seng Hong | |
| Lei Weng Si | |
| Kou Man I | |
| Hoi Long | |
| Zhang Shaoling | |
| Zhang Dan | |
| Zhang Zhibo | |
| Cheong Chi Fun | |
| Van Ka Lok | |
| Fong In Hong | |
| Liu Xia | |
| Lo Heng Kong | |
| Soler – Dino e Julio Acconci | |
| 2010 | |
| U Seng Pan | |
| Lei Kuong Cheong | |
| Chao Man Hou | |
| Choi Sut Ian | |
| Leong Ka Weng | |
| Wong Weng Man | |
| Equipa de Macau no Concurso de Matemática do ensino secundário complementar nos Estados Unidos da América                        | |
| 2011 | |
| Ho Man Fai | |
| Ng Wing Mui | |
| Hong Ka I | |
| Wu Nok In | |
| Ngou Pok Man | |
| Lio Chon Hou | |
| Chio Wai Keong | |
| Confraternidade Cristã Vida Nova de Macau pelo combate às drogas entre jovens                                                    | |
| 2012 | |
| Wong Ka Fai | |
| Li Yi | |
| Lao Kun Wa | |
| Che Ngan Ngan | |
| Sou Chin Pang | |
| Seleção Macaense de Hóquei em Patins Masculino no Campeonato Asiático de Hóquei em Patins de 2012                                | |
| Macao Youth Artistic Ability Volunteer Association                                                                               | |
| 2013 | |
| Che Chon Seng | |
| Wong Ka Fai | |
| Tan Chih Wei | |
| Iao Chon In | |
| Chong Ka Seng | |
| Kuok Kin Hang | |
| Feng Xiao | |
| Liu Qing | |
| Cai Aolong | |
| 2014 | |
| Choi Sut Ian | |
| Chao Man Hou | |
| Equipa de Saltos para a Água de Macau                                                                                            | |
| Li Yi | |
| Huang Junhua | |
| Cheung Pui Si | |
| Paula Cristina Pereira Carion | |
| Liu Qing | |
| Wang Junnan | |
| Chan Ian Weng | |
| Lo Kin Ian | |
| Cheong Wai Hang | |
| Chao Koi Wang | |
| 2015 | |
| Loi Im Lan | |
| Chau Hou Tin | |
| Chao Ka Hei | |
| Ma Ieng | |
| Zhang Qingwen | |
| Cheong Sio In | |
| Sou Ka Fong | |
| Cai Jia Qi | |
| Equipa de Macau no Concurso de Matemática do ensino secundário complementar nos Estados Unidos da América                        | |
| Grupo Robótico Subaquático da Escola Secundária Pui Ching                                                                        | |
| Equipa de Natação da Universidade de Macau                                                                                       | |
| 2016 | Equipa da Escola para Filhos e Irmãos dos Operários de Macau, pela realização do projeto Medições das Forças de Atrito                                                                            |
| 2016 | Equipa da Escola para Filhos e Irmãos dos Operários de Macau, pela realização do projeto Eco-Purificador de Água Portátil                                                                         |
| 2016 | Lei Kuan Hou |
| 2016 | Lei Wai Shing |
| 2017 | Cheong Heong San |
| 2017 | Lam Kai Heng |
| 2017 | Chan Sio Man |
| 2017 | Chau Hou Tin |
| 2017 | Equipa da Escola Secundária Pui Ching |
| 2018 | Lam Oi Man |
| 2018 | U Choi Hong |
| 2018 | Equipa da Escola Secundária Pui Ching, participante da Feira Internacional de Ciência e Engenharia de 2018 (Intel ISEF)                                                                           |
| 2018 | Leong Ieng Wai |
| 2019 | Equipa da Escola Secundária Pui Ching, participante da Feira Internacional de Ciência e Engenharia 2019 (Intel ISEF), pelo 3.º Prémio na categoria de engenharia mecânica                         |
| 2019 | Equipa da Escola Secundária Pui Ching, participante da Feira Internacional de Ciência e Engenharia 2019 (Intel ISEF), pelo Prémio Especial da Associação Chinesa de Ciência e Tecnologia          |
| 2019 | Equipa da Escola de Aplicação Anexa à Universidade de Macau, participante da Feira Internacional de Ciência e Engenharia 2019 (Intel ISEF), pelo 4.º Prémio na categoria de ciência dos materiais |
| 2019 | Equipa de Desenvolvimento do Refractómetro Subjetivo para Diagnóstico Simples da Miopia nos Estudantes                                                                                            |
| 2019 | Fong Hok Kin |
| 2019 | Ho Kai Pong |
| 2019 | Wong Sam In |
| 2019 | Cheang Lok In |
| 2019 | Lao Chio Long |
| 2019 | Cheong Tsz Kin |
| 2019 | Cheong Chi Chong |
| 2020 | Equipa de missão de apoio no combate à pandemia em África |
| 2020 | Equipa de resgate de residentes de Macau retidos na província de Hubei por meio de voo fretado a Uane                                                                                             |
| 2020 | Equipa de resgate de residentes de Macau retidos no cruzeiro “Diamond Princess” no Japão |